# St.-Anna-Kapelle (Markovice)
Die St.-Anna-Kapelle (tschechisch kaple sv. Anny bzw. Neue Begräbniskapelle des Hauses Auersperg) war ein neuromanisches Sakralbauwerk im Ortsteil Markovice der Gemeinde Žleby in Tschechien. Sie wurde zwischen 1909 und 1912 nach Plänen des Architekten Humbert Walcher von Moltheim an der Stelle der barocken Kirche der hl. Anna errichtet und 1986/87 abgebrochen. An ihrer Stelle befindet sich heute ein Steinbruch, an dem die einst von Žleby zur Kapelle führende Lindenallee endet.

## Lage
Die St.-Anna-Kapelle bzw. ihr Vorgängerbau waren neben der älteren Markuskirche eines von zwei Kirchengebäuden auf der Markovická vyvýšenina (Markowitzer Höhe). Sie befand sich weithin sichtbar auf der Südseite der Höhe und wurde zu einer Dominante der Gegend zwischen Žleby und Čáslav.

## Geschichte

### Kirche der hl. Anna
Im Jahre 1692 ließ Freiherr von Kaiserstein, Besitzer der Herrschaft Žleby, auf der Markowitzer Höhe oberhalb der alten Markuskirche die Kirche zur hl. Anna errichten. Das barocke Bauwerk hatte an seiner Giebelfront zwei Glockentürme, die jedoch zu keiner Zeit mit Geläut ausgestattet waren.
Zu Beginn des 20. Jahrhunderts befand sich die Annenkirche in einem schlechten Zustand. Im Jahre 1909 bewilligte die Gemeinde Žleby den Bauantrag von Franz Josef von Auersperg zum Abriss der Kirche und Errichtung einer neuen Grabkapelle der Familie Auersperg, deren Familiengruft sich bis dahin in der 1822 neben der Pfarrkirche Mariä Geburt in Žleby erbauten Kapelle zum hl. Kreuz befand.

### St.-Anna-Kapelle
Die nach Plänen des Architekten Humbert Walcher von Moltheim vom Baumeister Šelem errichtete dreischiffige neuromanische Basilika mit byzantinischen und venezianischen Elementen war der Kathedrale des hl. Jakob in Šibenik nachempfunden. Der Turm befand sich in der westlichen Fassade. Das verwendete Gestein stammte aus dem damals noch kleinen Steinbruch an der Höhe. Von der alten Kirche wurde lediglich eine Sakristeitür übernommen. Umgeben wurde die große Kapelle von einer quadratischen Hofanlage mit Kreuzgängen. Die Auerspergsche Gruft befand sich unter dem Hof. Das 1912 fertiggestellte Bauwerk wurde wie ihr Vorgängerbau der hl. Anna geweiht.
Der durch die Familie Auersperg betriebene Amphibolitbruch an der Markowitzer Höhe erfuhr in den 1920er und 1930er Jahren eine starke Erweiterung. 1942 erlosch nach dem Tod von Ferdinand Maria Auersperg der Familienzweig im Mannesstamme, Erbe des Schlosses Žleby und der zugehörigen Güter wurde sein Schwiegersohn Josef von Trauttmansdorff. Seine Besitzungen in der Tschechoslowakei wurden 1945 durch die Beneš-Dekrete konfisziert und verstaatlicht. Das letzte Begräbnis erfolgte 1948. In der Auerspergschen Gruft wurden insgesamt 13 Personen beigesetzt.
Nach dem Zweiten Weltkrieg begann der Verfall der Anlage, der durch die Sprengarbeiten im Steinbruch sowie durch Überschallflüge vom Militärflugplatz Čáslav beschleunigt wurde. Zudem wurden die Grüfte durch Grabräuber verwüstet, denen nur die Steinsarkophage mit tonnenschweren Steindeckeln standhielten.
Zu Beginn der 1970er Jahre erreichte der Steinbruch die 50-m-Schutzzone der denkmalgeschützten St.-Anna-Kapelle und galt als weitgehend erschöpft. Auf der Grundlage einer in den Jahren 1976–1977 vorgenommenen geologischen Untersuchung der Markowitzer Höhe, bei der ein Amphibolitvorkommen von 1,4 Millionen m³ nachgewiesen wurde, begannen langwierige Verhandlungen mit staatlichen Stellen und Angehörigen der Familie Auersperg mit dem Ziel der Liquidation der Kapelle.
Nachdem schließlich ein Konsens über die Überführung der sterblichen Überreste der Familie Auersperg in die sanierte Markuskirche, in der früher die Zemanen Koudel von Žitnice ihre Grablege hatten, erreicht wurde, hob das tschechoslowakische Kulturministerium Ende April 1984 den Denkmalschutz auf.
Die vorgesehene feierliche Überführung der Gebeine der Familie Auersperg in die Markuskirche wurde durch die Staatssicherheit unterbunden. Stattdessen wurde am 8. Mai 1986 die Umbettung ohne Öffentlichkeit unter geheimpolizeilicher Aufsicht vorgenommen. Am 15. Dezember 1986 erfolgte die Sprengung des Turms der Kapelle, anschließend wurden die übrigen Gebäude abgerissen.
Inzwischen hat die Steinbruchwand den Standort der Kapelle weit überschritten. An die Kapelle erinnern nur noch eine von Žleby bis an den Steinbruch führende Lindenallee und der Name der Einschicht Bažantnice u Sv. Anny – eines ehemaligen Fasanjägerhauses.